# Exame genético
O exame ou teste genético, também conhecido como teste de DNA, permite a determinação de linhagens, o diagnóstico genético de vulnerabilidades a doenças hereditárias, estabelecimento de uma relação biológica etre dois indivíduos, através de familiares, ou teste de paternidade e ainda a obtenção de caracteristicas herditárias para a alimentação, conhecida como nutrigenética. Na agricultura, uma forma de teste genético conhecida como teste de progênies pode ser usado para avaliar a qualidade dos reprodutores. Na ecologia de populações, o teste genético pode ser usado para monitorar as forças genéticas e as vulnerabilidades das populações de espécies.
Nos seres humanos, o teste genético pode ser usado para determinar o parentesco da criança (teste de paternidade) ou, em geral, a ascendência de uma pessoa ou a relação biológica entre pessoas. 
Além de estudar os cromossomos ao nível dos genes individuais, o teste genético em um sentido mais amplo inclui testes bioquímicos para a possível presença de doenças genéticas ou formas mutantes de genes associados ao aumento do risco de desenvolver distúrbios genéticos.
O teste genético identifica mudanças em cromossomos, genes ou proteínas. A variedade de testes genéticos se expandiu ao longo dos anos. No passado, os principais testes genéticos procuraram números cromossômicos anormais e mutações que levaram a distúrbios raros e hereditários. 
Atualmente, os testes envolvem a análise de múltiplos genes para determinar o risco de desenvolver doenças ou distúrbios específicos, com doenças mais comuns consistindo de doenças cardíacas e câncer. Os resultados de um teste genético não confirmam ou excluiem uma condição genética suspeita,  apenas ajudam a determinar a probabilidade de uma pessoa desenvolver uma doença genética. Várias centenas de testes genéticos estão atualmente em uso e outros estão sendo desenvolvidos.
Uma vez que as mutações genéticas podem afetar diretamente a estrutura das proteínas que codificam, o teste de doenças genéticas específicas também pode ser realizado observando aquelas proteínas ou seus metabólitos, ou olhando cromossomos coloridos ou fluorescentes ao microscópio.

## Tipos
Testes genéticos procuram mudanças nos genes de uma pessoa ou mudanças na quantidade, função ou estrutura de proteínas-chave codificadas por genes específicos. Testes genéticos podem olhar para o DNA ou RNA que desempenham um papel em certas condições. As informações a seguir descrevem os principais tipos de testes genéticos: estudos cromossômicos, estudos de DNA e estudos genéticos bioquímicos.
- cffDNA - "Cell-free fetal DNA" (em português: DNA fetal livre de células), o DNA fetal que circula livremente no sangue materno. O sangue materno é amostrado por punção venosa.[7][8]
- Triagem neonatal - A triagem neonatal é usada logo após o nascimento para identificar distúrbios genéticos que podem ser tratados precocemente.[9]
- Teste médico - O teste de diagnóstico é usado para diagnosticar ou descartar uma condição genética ou cromossômica específica. Em muitos casos, o teste genético é usado para confirmar um diagnóstico quando uma condição específica é suspeitada com base em mutações físicas e sintomas[10][11][12].